# Подлесновское муниципальное образование
Подлесновское муниципальное образование — сельское поселение в Марксовском районе Саратовской области Российской Федерации.
Административный центр — село Подлесное.

## История
Статус и границы сельского поселения установлены Законом Саратовской области от 27 декабря 2004 года № 07-ЗСО «О муниципальных образованиях, входящих в состав Марксовского муниципального района».

## Население
| 2010  | 2011  | 2012  | 2013  | 2014  | 2015  | 2016  |
| ----- | ----- | ----- | ----- | ----- | ----- | ----- |
| 8510  | ↘8496 | ↘8467 | ↘8278 | ↘7991 | ↗8076 | ↗8078 |
| 2017  | 2018  | 2019  | 2020  | 2021  |       |       |
| ↘8061 | ↗8070 | ↘7992 | ↘7867 | ↗8031 |       |       |

## Состав сельского поселения
| №  | Населённый пункт | Тип населённого пункта       | Население |
| -- | ---------------- | ---------------------------- | --------- |
| 1  | Александровка    | село                         | ↗247      |
| 2  | Баскатовка       | село                         | ↘932      |
| 3  | Буерак           | село                         | ↘94       |
| 4  | Звезда           | посёлок                      | 3         |
| 5  | Караман          | село                         | ↘832      |
| 6  | Кривовское       | посёлок                      | 6         |
| 7  | Орловское        | село                         | ↗1441     |
| 8  | Подлесное        | село, административный центр | ↗3780     |
| 9  | Рязановка        | село                         | ↗489      |
| 10 | Сосновка         | село                         | ↘708      |